# Goed Verlof
Goed Verlof is een programma op VTM met Tine Embrechts en Guga Baúl. Het heeft 1 seizoen met 20 afleveringen. Het verscheen vanaf 29 juli 2019. Op 25 januari 2020 verscheen er een oproep voor deelnemers voor een tweede seizoen. Dit seizoen lijkt er echter niet te zijn gekomen.

## Format
Iedere aflevering zijn er twee deelnemers die samen op vakantie willen, maar het niet eens zijn over wat deze vakantie in moet houden. Zij krijgen drie verschillende vakanties met een activiteit gepresenteerd. Ze bezoeken de locatie en proberen de activiteit, en geven die cijfers tussen de 1 en 20. De vakantie met de hoogste opgetelde scores van locatie en activiteit van beide deelnemers wint. 
Er werd bewust gekozen voor locaties die met de auto te doen zijn, tot zo'n 1.100 km. 